# Passeport eswatinien
Le passeport eswatinien est un document de voyage international délivré aux ressortissants eswatiniens, et qui peut aussi servir de preuve de la citoyenneté eswatinienne.

## Liste des pays sans visa ou visa à l'arrivée
• 🇨🇵 France
• 🇮🇱 Israël
• 🇩🇪 Allemagne
• 🇪🇦 Espagne
• 🇮🇹 Italie
• 🇮🇷 Iran